# 臭豆腐
臭豆腐（しゅうどうふ、チョウドウフ、拼音: chòudòufu）とは、豆腐で作られ、発酵臭の強い食品、およびその料理のこと。
主に中国・台湾・香港・マレーシア・シンガポールなどの中華圏で食べられているが、華南のものと華北のものに大きく分かれる。豆腐を乾燥保存する過程で発酵を伴う食品は中華文化の影響を受けた諸地域に広くみられるため、臭豆腐はこの系統の食品と考えられる。

## 分類

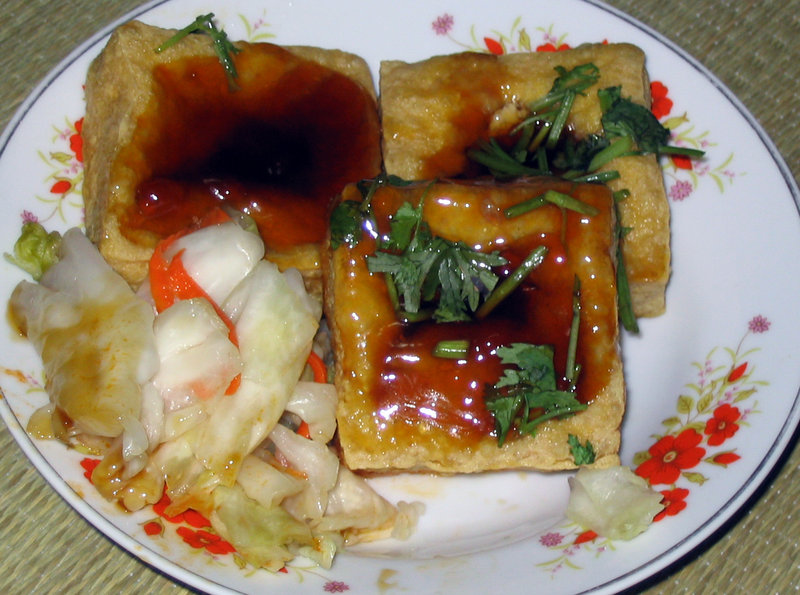
台湾の揚げ臭豆腐。甘辛いたれと白菜漬けが添えられる。

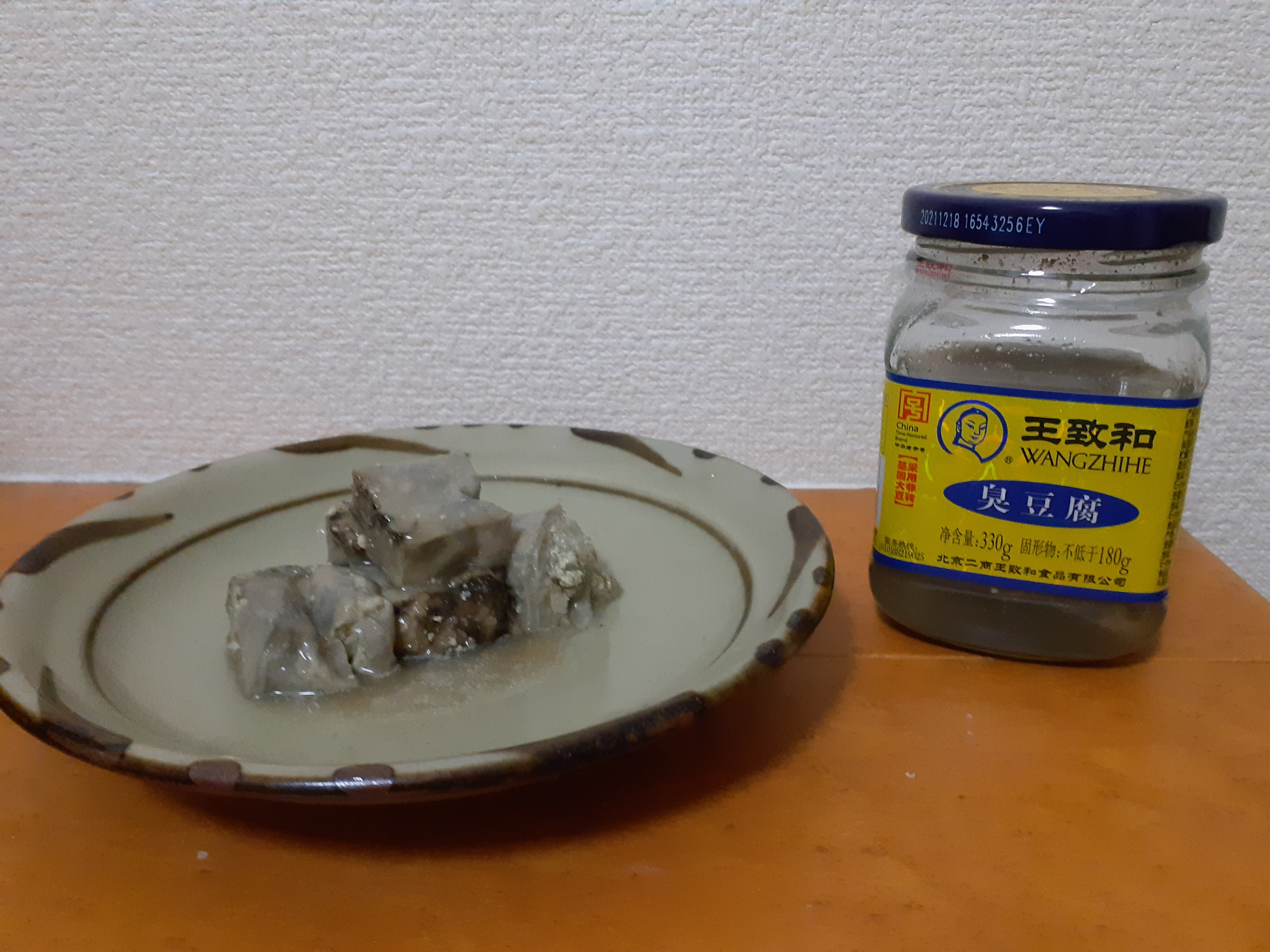
北京の漬け臭豆腐（王致和）

### 揚げ臭豆腐
一つ目は、中国大陸・台湾・香港など、主に華南で食べられており、豆腐を主に植物性の発酵液に漬けて風味を付けたもの。主にインドールなどによる糞便臭がある。多くは揚げてたれをかけるなどの調理をした軽食として屋台で売られるが、専門店もあり、レストランで提供される場合もある。近年は上海、北京などでも提供されるようになった。本項では主にこれについて記述する。

### 漬け臭豆腐
二つ目は、北京など、華北で古くから食べられている腐乳（豆腐乳）の一種で、「青腐乳」、「青方」などとも呼ばれる。豆腐にケカビを生やしてから、塩水に漬けて作るため、ケカビの酵素の働きで二硫化メチルなどの刺激臭が強く、塩辛いため、少量を粥に乗せて食べたり、調味料として使う。

## 歴史
元来、発酵液に漬けて作る臭豆腐は湖南省の郷土食であったが、近世中国各地に伝播した。中国南部、台湾、香港などの地域では広く食べられているが、独特の臭い匂いがあるため、人によって好みが分かれ地元民であっても食べられない者もいる。台湾では外省人が戦後広めた。また、華南にはなれずしを作る文化があったため、その影響も考えられる。
元は野菜などと一緒に豆腐を1週間ほど漬け込んで作っていたが、発酵の制御が難しく今はほとんど行われていない。いま中華圏の市場で販売されているものは植物の汁と石灰等を混合し、納豆菌と酪酸菌によって発酵させた漬け汁に豆腐を一晩程度つけ込んだ物。豆腐自体の発酵はほとんどしていないが、豆腐表面の植物性タンパク質が、漬け汁の作用で一部アミノ酸に変化し、独特の風味と強烈な匂いを発するようになる。

## 地域差

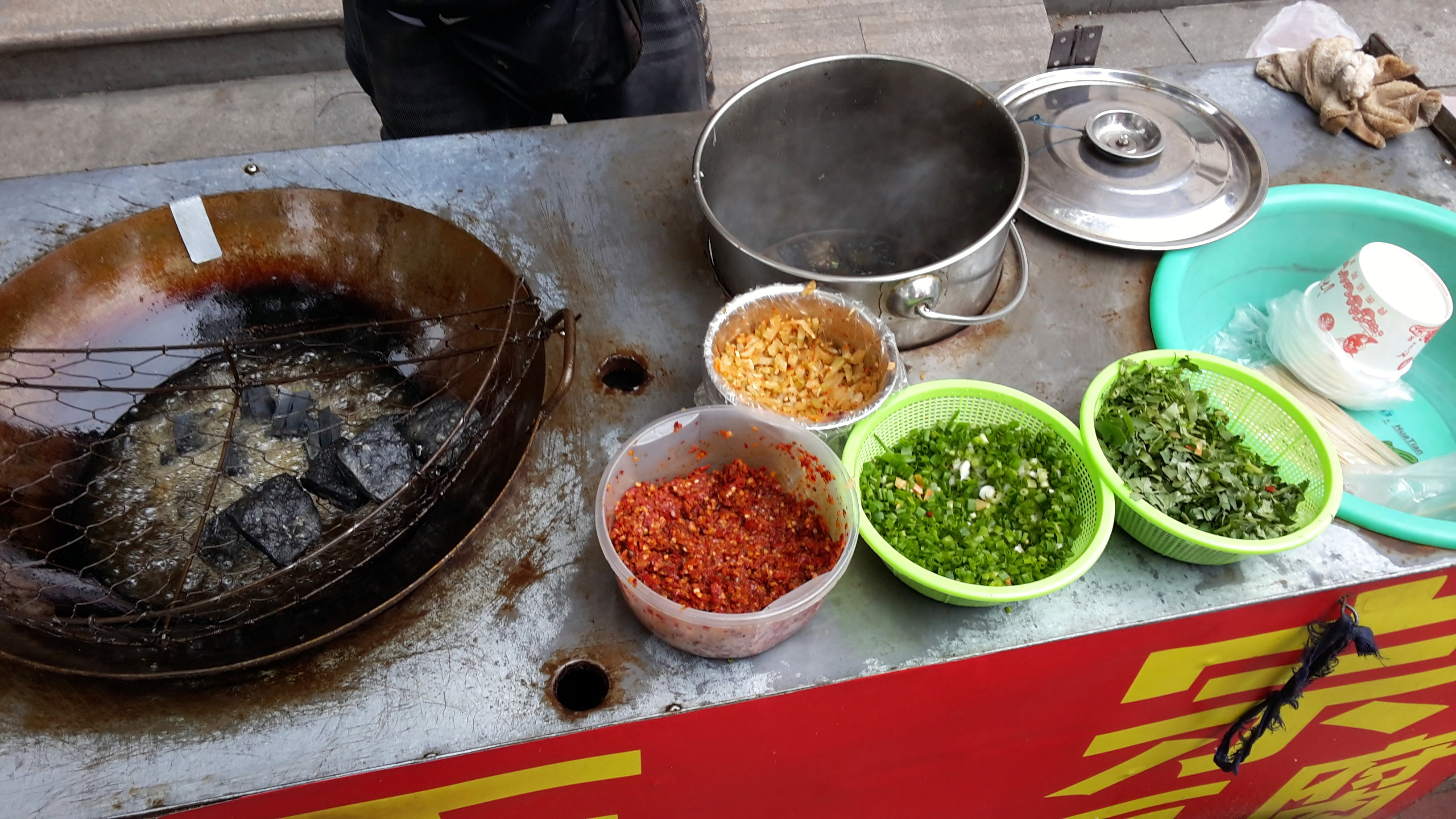
湖南省長沙の黒い臭豆腐の屋台

臭豆腐は、地域によって、使用する漬け汁を含めて、製作方法が違うため、形や食べ方も大きく異なる。
湖南省長沙市の主流の漬け汁は真っ黒で、白い豆腐が黒く変色してしまうが、これも揚げて唐辛子の激辛タレをかけて食べる。「黒皮豆腐」とも称され、長沙では、ホテルのレストランでも食べられることが多い。他に「黄皮豆腐」と呼ばれるものを使い、鍋料理を出す店もある。
江蘇省南京市の臭豆腐には灰色の干し豆腐タイプもある。硬くしっかりしているため、四角く切り分け、揚げる時間は長めにして、串刺しにして提供される。
台湾や香港では、薄く灰緑色に色づいた程度のものを油で狐色に揚げて、豆板醤のタレをつけて食べる。屋台では臭豆腐を串焼きにして提供する店もある。揚げる調理過程で、臭気が周囲に広がるので、提供している店の存在がすぐに分かるほどであるが、揚げた後の豆腐は香ばしさが加わり、食べやすくなる。
浙江省紹興市では、野菜系の漬け汁に、3センチ角程度に切った、押し豆腐を一晩漬け、油で揚げて、辛いたれを付けて食べる。
他に、台湾では辛い味付けの鍋料理のように煮込む「臭臭鍋」と呼ばれる食べ方がある。浙江省などでは臭豆腐をつぶして野菜のみじん切りや調味料を加え、蒸すまたは揚げて成型したものを出すレストランもある。
北京や東北地方には、豆腐にケカビを付けてから、塩分の高い汁に比較的長期間浸けた臭豆腐があり、カビの色から「青腐乳」、「青方」などとも呼ばれる。「腐乳」の一種で、インドール、フェノール、二硫化メチル、三硫化メチル、トリメチルアミンなどによる刺激臭があるが、風味は塩辛に似ており、粥などに少量乗せておかずとして食べる。清の西太后慈禧も好んで食べたといわれる。現在は著名な王致和ブランドのものなど、通常瓶詰めで売られている。

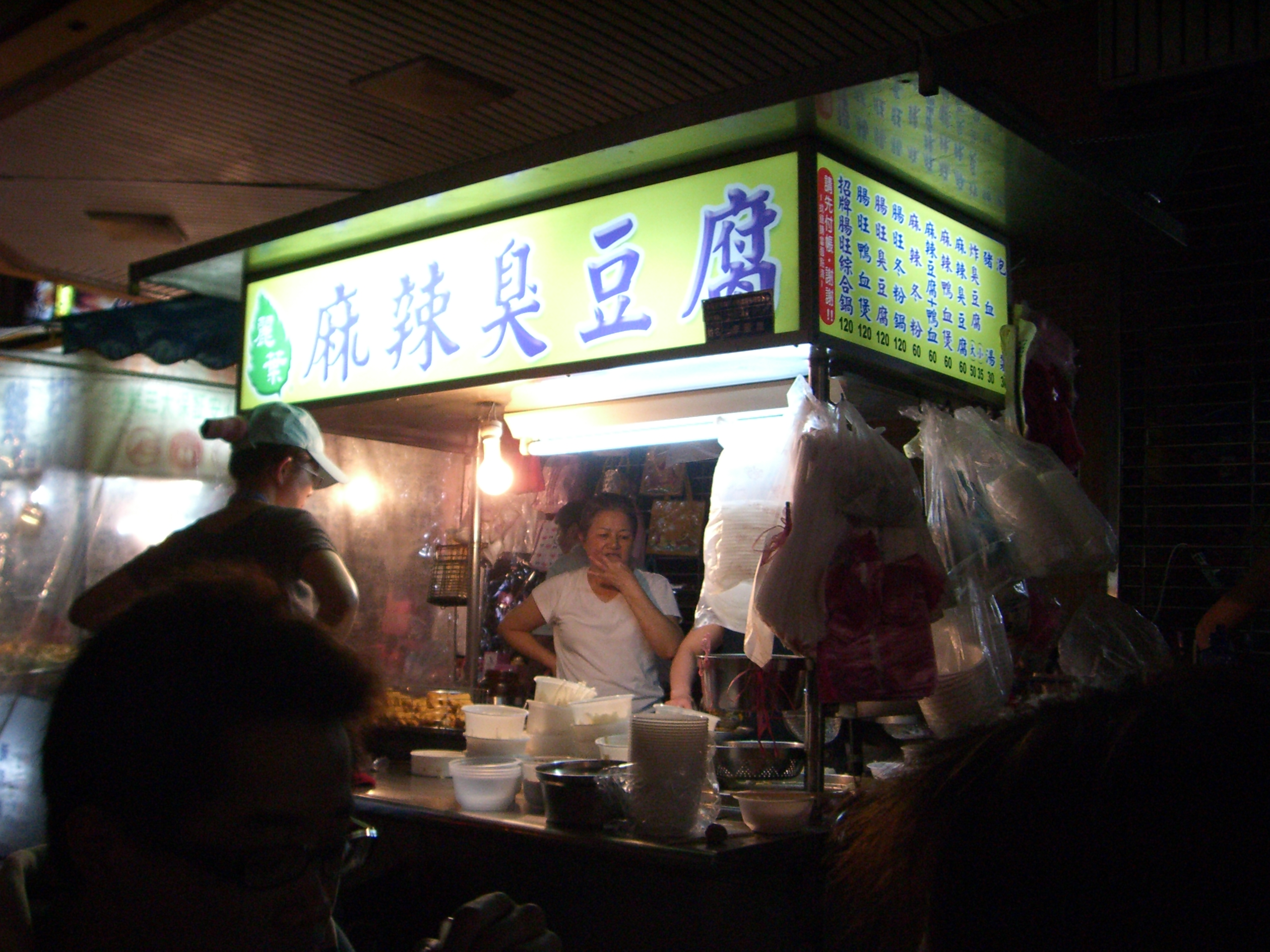
臭豆腐の屋台（基隆市）
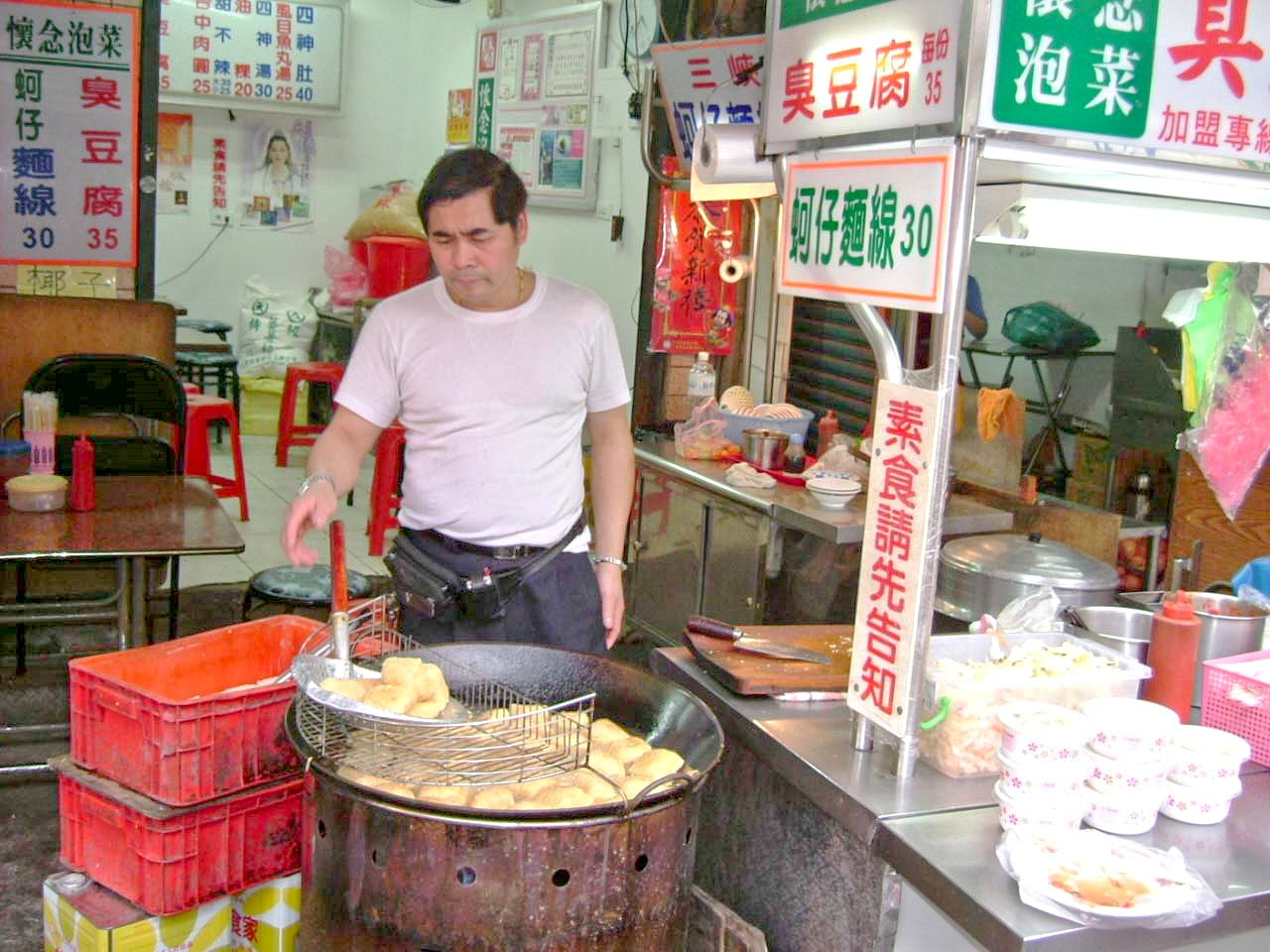
揚げ臭豆腐を調理する光景（台北市）
台北市の麻辣臭豆腐
台北市南機場夜市の串焼き臭豆腐
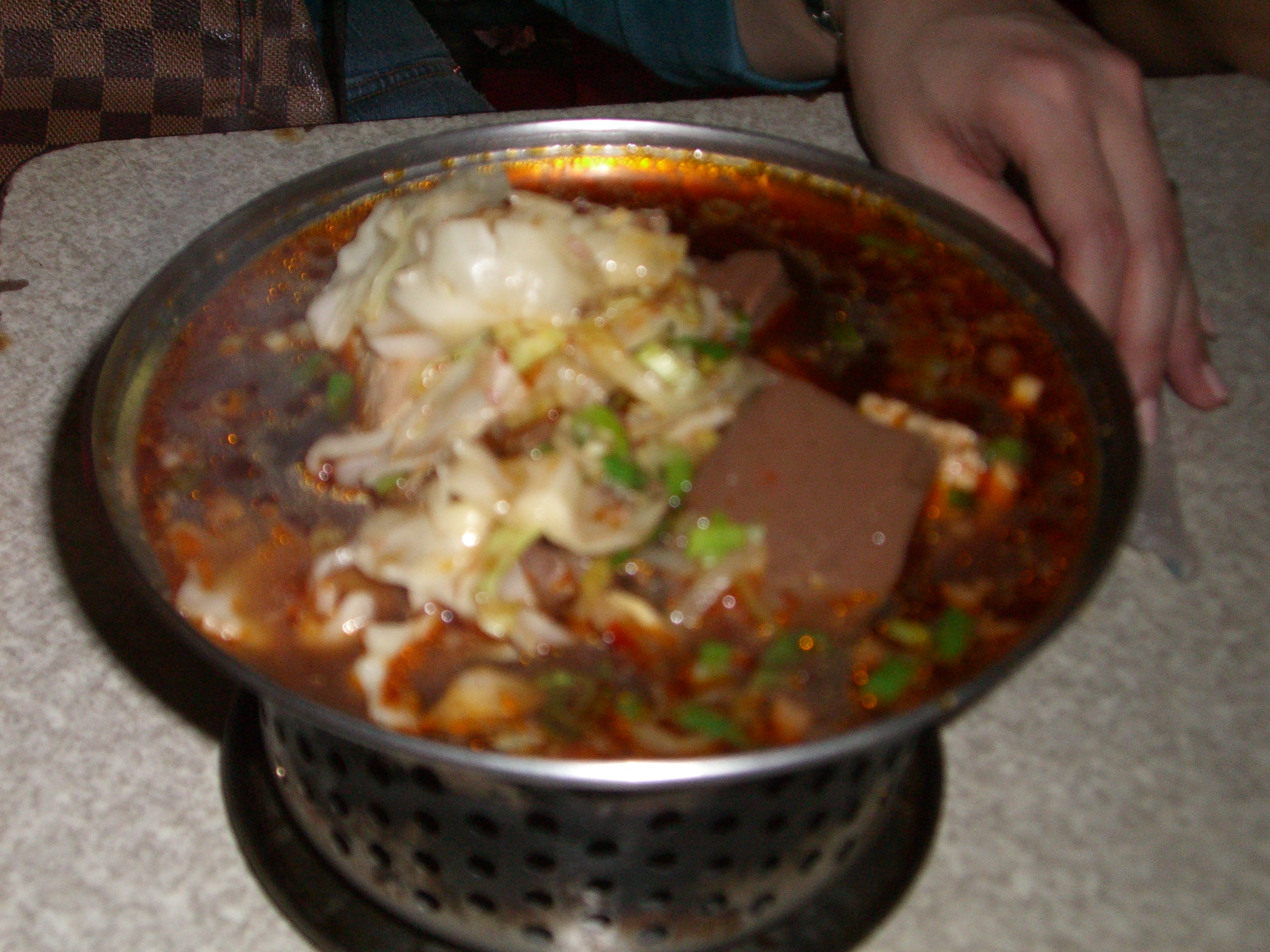
臭豆腐と固めた鴨の血の麻辣スープ煮込み

## 味わい
初めて臭豆腐を目の前にした外国人は、その公衆トイレを連想するような強烈な臭いに対し心理的に拒否反応を示してしまう人がほとんどである。しかしその臭気は口内で味覚として感じることはほとんどない為、意を決して口に入れてみるとその味は豆腐のそれであり意外と食べやすい。上述の通り臭豆腐は地方によって種類も様々であり調理方法も異なるが、上海等で多く見られる揚げ臭豆腐は臭みが弱く、様々な薬味と唐辛子が入ったたれをかけることで更に臭みは抑えられるので、勇気を出して口に入れてしまえば後は日本の揚げ豆腐と大差はなく比較的食べやすいと言える。但し中にはどうしても吐き気を催してしまう人等も少なくない為、食す際には注意と周りへの配慮が必要である。（臭豆腐もまた現地の食文化の1つであり、外国人が臭いと顔をしかめたり吐き出したりする事は現地の人に対して失礼である）

## 匂いの成分
湖南農業大学が長沙の臭豆腐の分析をした例では、多少発酵液の成分を変えても、共通して糞便臭を持つインドール、タマネギやニンニクに含まれる二硫化メチル、三硫化メチル、甘いロースト臭を持つ2,3,5,6-テトラメチルピラジンなどが多く検出された。
2016年2月には、日本のJR関西本線の普通列車の車内で、刺激の強い透明の液体が車内に漏れ出したことにより異臭騒ぎが起き、運行を打ち切り、2時間余り不通となる事態に発展したが、蟹江駅のごみ箱から臭豆腐が見つかり、愛知県警の分析の結果これと成分が一致し、これが原因と断定された。透明な液や刺激性という性質からすると北京などの臭豆腐（青腐乳）の方である可能性が高い。

## 商品
- 湖南省長沙市では揚げてたれをからめ、真空パックにした商品が売られている。常温で数カ月間の保存が可能となっている。
- 香港では、T for Candyという会社から『香港無印美食第四章街頭小吃』と称するフィギュアのひとつとして臭豆腐が発売された。揚げ鍋や串刺しにしたものをセットにした樹脂製のミニチュアで、もちろん食べることはできない。

## 臭い食べ物の代表例
臭い食べ物の代表例（食べ物の臭さの「順位付け」ではない）
Au: アラバスター単位、におい成分の成分量の単位である。においの強弱は、におい成分毎にヒトの感覚閾値との相乗値で評価され、純粋な「においの単位」ではない。